# Новотроїцьке (Волноваський район)
Новотро́їцьке — селище Ольгинської селищної громади Волноваського району Донецької області України.

## Загальні відомості
Відстань до райцентру становить близько 21 км і проходить автошляхом Н20.
На початок червня 2016 р. перебуває під контролем України. У районі селища регулярно точаться військові провокації з боку проросійських бойовиків із напрямку Докучаєвська та Оленівки (північ та схід). У Новотроїцькому на трасі Н20 розташований контрольно-пропускний пункт, який здійснює контроль на в'їзд—виїзд транспорту на непідконтрольну Україні територію. Станом на початок літа 2016 р. цей контрольно-пропускний пункт — один із найбільш стабільних у плані ситуації довкола пропуску транспорту.
Селище розташоване за 8 км від залізничної станції Велико-Анадоль. Через Новотроїцьке проходить траса державного значення Н20 (Маріуполь — Донецьк — Слов'янськ).
Землі селища межують із територією міста обласного значення Докучаєвськ та селом Березове Мар'їнського району Донецької області.
Новотроїцьке — центр селищної ради, розташоване на річці Сухій Волновасі. Населення — 7093 особи. На околицях селища залягають корисні копалини — доломіт, вапняк, глина, будівельний пісок і камінь-порфірит. Їхню розробку провадять Новотроїцьке рудоуправління тресту «Вогнетривнеруд», де працюють 1850 робітників. Сировину відправляють будівельним організаціям та на металургійні заводи півдня України. Тут видобувається 36 млн тонн продукції на рік. 250 робітників рудоуправління нагороджено орденами і медалями.
У Новотроїцькому розташована центральна садиба колгоспу «Родина», який має 4992 га орної землі. Основний виробничий напрям у господарстві — м'ясо-молочне тваринництво і вирощування зернових (переважно озимої пшениці). За одержання високих урожаїв зернових артіль 4 рази була учасницею ВДНГ СРСР, нагороджена чотирма бронзовими медалями.
На території Новотроїцького — 3 середні та початкова школи, школа-інтернат і школа робітничої молоді. Є 2 клуби, 2 бібліотеки. Функціонують лікарня і 6 медичних пунктів. Працюють 21 магазин, побутовий комбінат, 2 поштових відділення.

## Історія
Засноване Новотроїцьке наприкінці XVIII ст. вихідцями з Дону та Полтавщини. У 1918 році у селі діяв партизанський загін на чолі з М. Т. Давидовим. 1920 року в селі організовується КНС (голова — Л. І. Семененко).
29 липня 1921 загін Марусі-анархістки зайняв село Новотроїцьке в якому повстанці спалили виконком, і зарубали 6 сов-працівників.
12 жовтня 1921 року організовано партосередок з 7 чоловік. У роки німецької окупації діяла підпільна організація, якою керував колишній голова селищної Ради І. К. Поляцков (розстріляний нацистами у 1942 році).
На території селища знайдено скіфську скульптуру.

## Російсько-українська війна
У ніч з 22 на 23 травня сепаратисти здійснюють напад на блокпост поблизу Новотроїцького, для цього використали інкасаторську машину та автомобіль швидкої медичної допомоги. Терористи під'їхали до військових впритул та відкрили вогонь на ураження, друга група бойовиків почала штурм з іншого напрямку. Бій тривав 5 годин, ворога відкинуто. Солдат Юрій Білик знищив дві снайперські точки бандитів, однак зазнав осколкового поранення ноги, проте до останнього відмовлявся покидати блокпост, зробив це на наполегливі прохання бойових товаришів.
1 вересня 2014 року з'явилася інформація, що бойовики фінансованої Російською федерацією «ДНР» зайняли Новотроїцьке. 6 жовтня загинув, прикриваючи бойових побратимів на блокпосту біля Новотроїцького під час збройного наступу з боку противника, вояк 72-ї бригади Ігор Василенко. 10 жовтня поблизу Новотроїцького під час руху колони Держприкордонслужби терористи здійснюють її обстріл зі стрілецької зброї, смертельно поранений солдат Роберт Кіс, загинув майор Віктор Шепентал, поранено 5 прикордонників.
3 січня 2016 року українські військовики 72-ї бригади зайняли стратегічну висоту біля Новотроїцького, терористи втратили можливості здійснювати теракти і почали вкопуватися. 23 березня біля Новотроїцького військовики 72-ї бригади відбили атаку терористів — під'їхали на КамАЗі до позицій 72-ї бригади — близько 30 чоловік піхоти, пішли штурмом на опорний пункт, підбитий КамАЗ, у терористів є поранені.
24 березня 2016 року у боях за Новотроїцьке зазнав поранення один вояк ЗСУ. 24 травня терористи штурмували українські позиції за підтримки бойових машин піхоти, снайперів, вогню з гранатометів, після відкриття вогню у відповідь українські вояки знищили ворожу БМП.
25 травня 2016-го терористи вчергове намагалися завдати удар по українських підрозділах, вогнем у відповідь було знищено ворожий протитанковий ракетний комплекс. 20 березня 2017-го від кулі снайпера загинув прапорщик Руслан Бондар
7 листопада 2017 року у результаті гранатометного обстрілу терористами опорного пункту біля Новотроїцького один український боєць зазнав бойової травми.
22 травня 2019 року в районі Новотроїцького окупанти захопили вантажівку, в якій було вісім українських військових.

## Населення

### Мова
Розподіл населення за рідною мовою за даними перепису 2001 року:
| Мова            | Кількість | Відсоток |
| --------------- | --------- | -------- |
| українська      | 5263      | 68.24%   |
| російська       | 2378      | 30.83%   |
| вірменська      | 19        | 0.25%    |
| білоруська      | 13        | 0.17%    |
| грецька         | 5         | 0.06%    |
| циганська       | 4         | 0.05%    |
| румунська       | 3         | 0.04%    |
| болгарська      | 1         | 0.01%    |
| інші/не вказали | 26        | 0.35%    |
| Усього          | 7712      | 100%     |

За даними перепису 2001 року населення селища становило 7712 осіб, із них 68,24 % зазначили рідною мову українську, 30,84 % — російську, 0,25 % — вірменську, 0,17 % — білоруську, 0,06 % — грецьку, 0,05 % — циганську, 0,05 % — молдовську, а також 0,01 % — болгарську мову.

## Економіка
В Новотроїцькому знаходиться найбільший виробник флюсових вапняків в Укріїні — ПРАТ "Новотроїцьке рудоуправління".

## Особистості
- Діхтяр Степан Іванович — (*10.10.1919, с. Новотроїцьке Волноваського району Донецької області — 18.05.1985, м. Чернівці) — український літературознавець і педагог. Кандидат філологічних наук (1956), доцент (1961).

У роки німецько-радянської війни був учасником партизанського руху в Україні. Закінчив у 1944 р. філологічний факультет Київського університету ім. Т. Г. Шевченка. Впродовж 1944—1985 рр. — викладач, згодом — доцент Чернівецького держуніверситету. Автор багатьох студій з історії української літератури: «Життя і творчість С. Ковалева» (1955), «І. Франко про завдання і значення літературної критики» (1956), «Зародження критичної думки в давній українській літературі» (1958), «Деякі питання світогляду І. Вишенського» (1960), « Шевченкове образне слово у творчості О. Кобилянської», «Літературно-критичні погляди Ю. Федьковича» (1959) та інші. Науковець — співавтор колективних досліджень «Цвіт культури розвивається» (1961), «Літературна Буковина» (1966), вузівського підручника «Історія української літератури першої половини XIX ст.» (Київ, 1980).